# Presse brésilienne

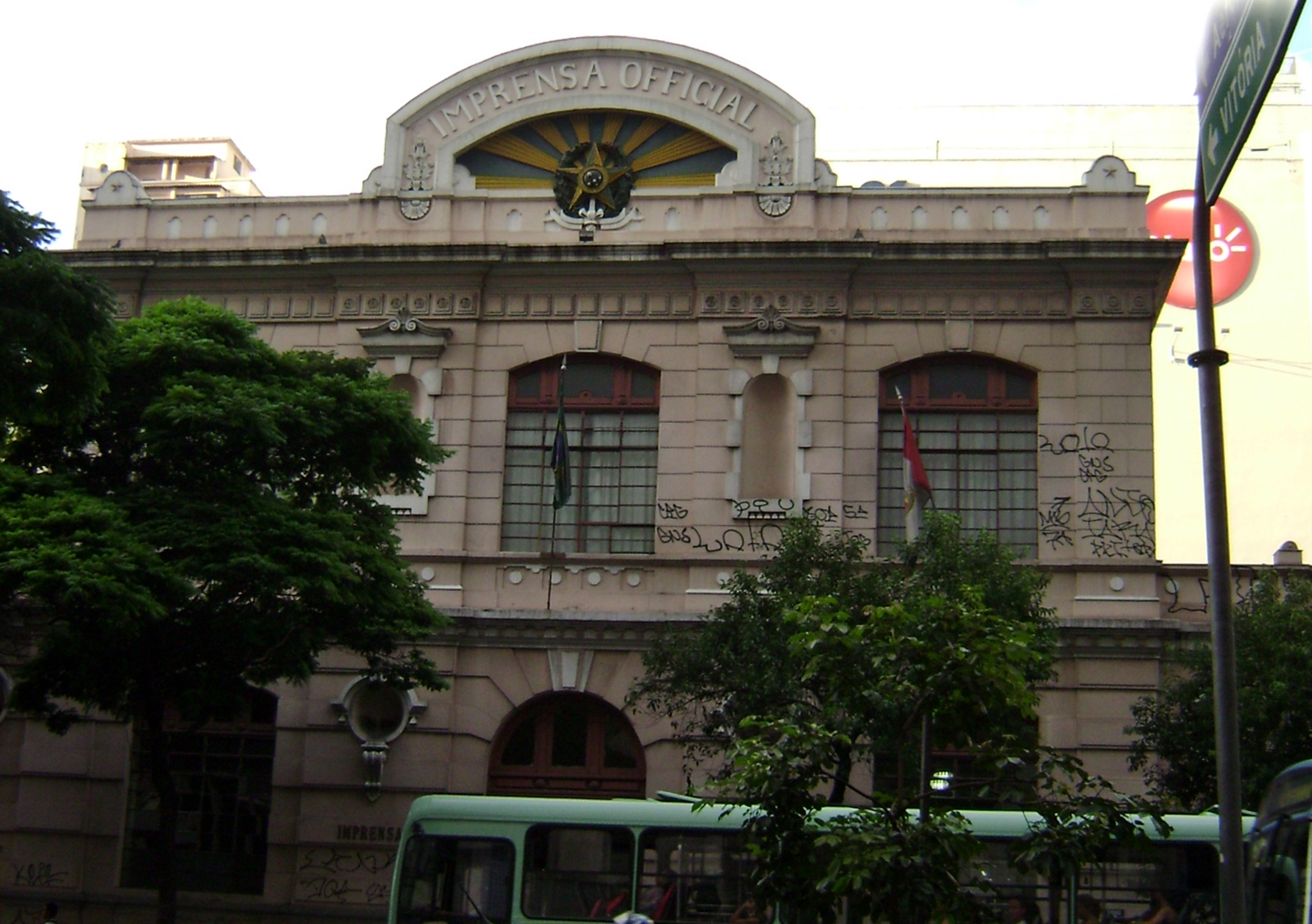
Imprensa Oficial, à Belo Horizonte.

L'histoire de la presse brésilienne commence en 1808 avec l'arrivée de la famille royale portugaise au Brésil. Jusqu'à cette date, toute activité de presse - qu'il s'agisse de la publication de journaux, de livres ou de brochures - était interdite. C'était une particularité de l'Amérique portugaise, car dans les autres colonies européennes du continent, la presse était présente depuis le XVIe siècle.
Avec l'arrivée de la famille royale, fut fondée l'Imprensa Régia (aujourd'hui Imprensa Nacional ), où le premier journal brésilien la Gazeta do Rio de Janeiro, a été imprimé. Le Correio Braziliense est plus ancien, mais il a été imprimé à Londres. Même si la presse était déjà établie dans le pays, elle ne s'est pas développée rapidement et se limitait essentiellement aux établissements publics et aux journaux. Les journaux brésiliens sont peu nombreux et beaucoup ne sont pas publiés régulièrement. La plupart des journaux et magazines en circulation étaient étrangers.
Même plus tard, sous l'Empire (1822-1889), les bibliothèques publiques étaient rares, sauf dans les villes les plus importantes, comme Rio, où se distinguait la Bibliothèque nationale. Le pays compte peu de librairies et les livres sont imprimés en Europe et donc très chers.

## Contexte régional et pré-historique
L'imprimerie au Brésil s'est développée très tardivement par rapport aux pays voisins qui composent l'Amérique hispanique. L'historien et sociologue Sérgio Buarque de Holanda, dans son livre Raízes do Brasil, indique que des livres étaient imprimés à Mexico dès 1535. En 1539, Juan Pablos (en) a installé son atelier dans la ville, ce qui fait de lui le premier imprimeur documenté du Nouveau Monde. De la Nouvelle-Espagne (le royaume où se trouvait la ville de Mexico), l'art de l'imprimerie a été transporté à Lima, la capitale du Pérou. L'autorisation d'établir une imprimerie dans cette ville a été accordée en 1584. Selon une estimation, du début des années 1500 à 1821, 11 625 ouvrages ont été publiés dans la seule ville de Mexico, tandis qu'à Lima, de 1584 à 1824, 2 948 ouvrages ont été publiés.
Ce n'est qu'en 1747, alors que toutes les grandes villes d'Amérique espagnole imprimaient déjà, qu'António Isidoro da Fonseca ouvrit peut-être le premier atelier d'imprimerie du Brésil, dans la ville de Rio de Janeiro, qui fut ensuite fermé sur ordre royal. Une charte royale émise la même année ordonne à son propriétaire de saisir et de restituer au Portugal les « lettres de la presse », au motif que.. :
« [não é conveniente que no Estado do Brasil] se imprimirão papéis no tempo presente, nem ser utilidade aos impressores trabalharem no seu ofício aonde as despesas são maiores que no Reino, do qual podem hir impressos os livros e papeis no mesmo tempo em que d'elles devem hir as licenças da Inquizição e do meu Conselho Ultramarino, sem as quaes se não podem imprimir nem correrem as obras »
— Charte royale du 5 juillet 1747.
        
« [il n'est pas convenable que les journaux soient imprimés dans l'État du Brésil] à l'heure actuelle, et il n'est pas utile que les imprimeurs travaillent dans leur métier, où les dépenses sont plus importantes que dans le Royaume, à partir duquel les livres et les journaux peuvent être imprimés en même temps que les licences de l'Inquisition et de mon Conseil d'outre-mer, sans lesquelles les œuvres ne peuvent être imprimées ou mises en circulation. »
Outre celle d'António Isidoro da Fonseca, d'autres tentatives - toutes infructueuses - de création d'une presse au Brésil constituent ce que l'on peut appeler la pré-histoire de la presse brésilienne :
« Há chances de a tipografia ter sido introduzida no Brasil, Pernambuco, pelo Conde Maurício de Nassau, em meados do século XVII, durante a ocupação holandesa no nordeste brasileiro. Sabe-se que as prensas e os tipos móveis foram enviados da Holanda e que o tipógrafo Pieter Janszoon morreu a caminho do Brasil ou logo após chegar ao país.Nova tentativa foi feita no início do século XVIII em Recife, igualmente sem sucesso. Durante o governo de Francisco de Castro Morais, um comerciante desconhecido montou uma pequena prensa e imprimiu alguns sermões e letras de câmbio. Nada sobrou da produção dessa tipografia. Temos notícia da iniciativa graças a uma Carta Real de 8 de junho de 1706 proibindo e confiscando o material impresso. »
— Université Brown, Le code brésilien à la bibliothèque John Carter Brown : Impressão Régia

« Il est possible que la presse à imprimer ait été introduite au Brésil, dans le Pernambouc, par le comte Maurício de Nassau au milieu du XVIIe siècle, pendant l'occupation néerlandaise du nord-est du Brésil. On sait que les presses et les caractères mobiles ont été envoyés de Hollande et que l'imprimeur Pieter Janszoon est mort en route vers le Brésil ou peu après son arrivée dans le pays.Une autre tentative a été faite au début du XVIIIe siècle à Recife, également sans succès. Sous le gouvernement de Francisco de Castro Morais, un marchand inconnu installa une petite presse et imprima quelques sermons et lettres de change. Il ne reste rien de la production de cette presse. Nous avons connaissance de l'initiative grâce à une lettre royale du 8 juin 1706 interdisant et confisquant les imprimés. »

## Histoire
La presse brésilienne est officiellement née à Rio de Janeiro le 13 mai 1808, avec la création de l'Impressão Régia, aujourd'hui Imprensa Nacional, par le prince régent Dom João. Les machines à imprimer anglaises avaient été apportées avec la fuite de la famille royale de Lisbonne en 1807 par António de Araújo e Azevedo, comte de Barca.
La presse, cependant, ne s'est pas développée rapidement et se limitait essentiellement aux établissements gouvernementaux (tels que l'Imprensa Nacional, déjà mentionnée) ou aux journaux. Les journaux qui ont survécu longtemps sont le Diário de Pernambuco (1825) et, à Rio de Janeiro, le Jornal do Commercio (1827).
En outre, au cours de ses 13 premières années dans le pays, la presse a été fortement censurée. Il y avait trois niveaux de censure, de sorte que "quiconque voulait publier quelque chose au Brésil devait parcourir un long chemin", selon l'historienne Isabel Lustosa. Le décret du 2 mars 1821 abolit cette censure préalable,.

### Gazeta
La Gazeta do Rio de Janeiro, premier journal publié dans le pays, commence à circuler le 10 septembre 1808, imprimé sur des machines venues d'Angleterre. Organe officiel du gouvernement portugais réfugié dans la colonie américaine, le journal ne publie évidemment que des nouvelles favorables au gouvernement.

### Correio Braziliense

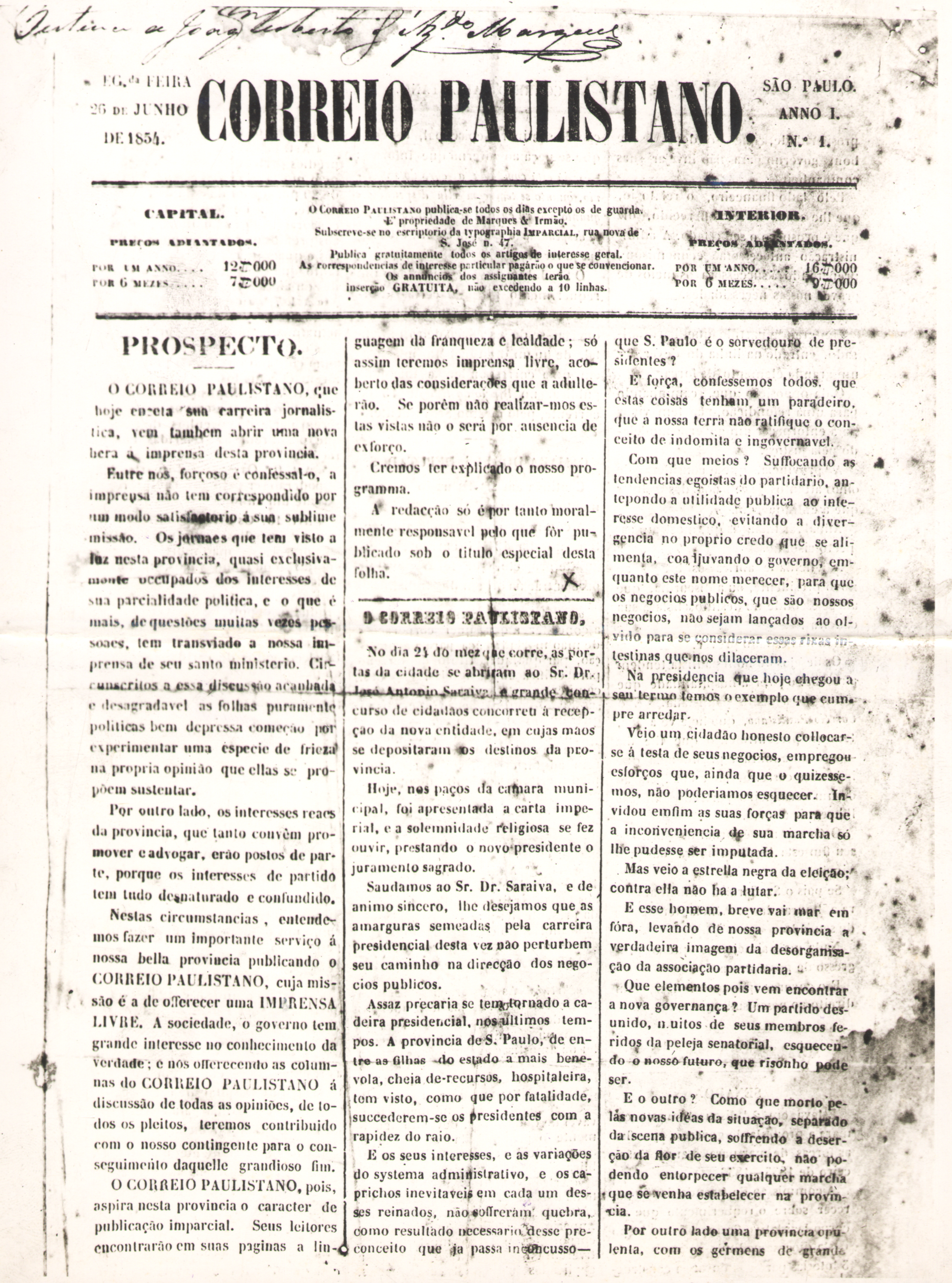
Couverture du premier exemplaire du Correio Paulistano, le premier quotidien de São Paulo, 1854. Archives nationales.

Cependant, la même année, peu avant, l'exilé Hipólito José da Costa avait lancé le Correio Braziliense depuis Londres, le premier journal brésilien - bien qu'en dehors du Brésil. Le premier numéro du journal est publié le 1er juin 1808, mais il n'arrive à Rio de Janeiro qu'en octobre, où il a un grand retentissement dans les classes les plus éclairées et est interdit et saisi par le gouvernement. Jusqu'en 1820, seule la Gazeta (et les magazines imprimés à l' Imprensa Régia elle-même) disposait d'une licence de diffusion. En 1821, avec la fin de la prohibition, le Diário do Rio de Janeiro a été publié.
Alors que le journal officiel rendait compte de « l'état de santé de tous les princes d'Europe, (...) des noëls, des odes et des panégyriques de la famille régnante », le journal de l'exilé était politique. Bien que (contrairement à ce qui est largement diffusé) il ne prêche pas l'indépendance du Brésil et ait une position politique parfois conservatrice, le Correio Braziliense a été créé pour attaquer « les défauts de l'administration brésilienne », selon les termes de son propre créateur, et a admis avoir un caractère « doctrinal plutôt qu'informatif ».

### Censure
Tout ce qui était publié dans l'Imprensa Régia (Rio de Janeiro n'avait pas d'autre imprimerie jusqu'en 1821) était soumis à une commission de trois personnes, chargée de « veiller à ce que rien ne soit imprimé contre la religion, le gouvernement et les bonnes coutumes » (« fiscalizar que nada se imprimisse contra a religião, o governo e os bons costumes »). L'interdiction de la presse (on a même détruit des imprimeries) et la censure préalable (établie avant même la sortie du premier numéro de la Gazeta) se justifient par le fait que la règle générale de la presse à l'époque n'est pas ce que l'on appelle aujourd'hui l'information, mais doctrinale, capable de « peser sur l'opinion publique », comme l'entend Correio Braziliense, et de diffuser ses idées parmi les faiseurs d'opinion - de la propagande idéologique, en somme.
La censure préalable a été abolie le 28 août 1821, à la suite d'une décision des tribunaux constitutionnels de Lisbonne en faveur des libertés publiques (mettant fin à trois siècles de censure au Portugal). La personnalité même de Pierre II, peu enclin à la persécution, a garanti un climat de grande liberté d'expression - un niveau qu'aucune république latino-américaine n'a connu, en raison des caudillos autoritaires qui s'y sont succédé. La liberté de la presse était déjà garantie par la Constitution de 1824. Bernardo Joffily écrit : « Chaque courant a son porte-parole », mais « il existe tout de même des organes apolitiques : le Diário do Rio de Janeiro (premier quotidien du pays, 1821-1878) ne parle même pas de l'Indépendance du Brésil. Mais la règle est celle d'une presse engagée et doctrinaire ».
Le français Max Leclerc, qui s'est rendu au Brésil en tant que correspondant pour couvrir les débuts du régime républicain, décrit ainsi la scène journalistique en 1889 :
« A imprensa no Brasil é um reflexo fiel do estado social nascido do governo paterno e anárquico de D. Pedro II: por um lado, alguns grandes jornais muito prósperos, providos de uma organização material poderosa e aperfeiçoada, vivendo principalmente de publicidade, organizados em suma e antes de tudo como uma emprêsa comercial e visando mais penetrar em todos os meios e estender o círculo de seus leitores para aumentar o valor de sua publicidade, a empregar sua influência na orientação da opinião pública. (...) Em tôrno deles, a multidão multicor de jornais de partidos que, longe de ser bons negócios, vivem de subvenções dêsses partidos, de um grupo ou de um político e só são lidos se o homem que os apoia está em evidência ou é temível. »
« La presse brésilienne est le reflet fidèle de l'état social né du gouvernement paternel et anarchique de Dom Pedro II : d'un côté, quelques grands journaux très prospères, dotés d'une organisation matérielle puissante et perfectionnée, vivant principalement de la publicité, organisés en somme et surtout comme une entreprise commerciale et visant plus à pénétrer tous les médias et à élargir le cercle de leurs lecteurs pour augmenter la valeur de leur publicité, qu'à user de leur influence pour orienter l'opinion publique. (...) Autour d'eux, la multitude multicolore des journaux de partis qui, loin d'être de bonnes affaires, vivent des subventions de ces partis, d'un groupe ou d'un homme politique et ne sont lus que si l'homme qui est derrière eux est en vue ou redoutable. »
En effet, les journaux de parti, ou ceux créés et entretenus spontanément par les militants, manquent d'organisation institutionnelle et de professionnalisme journalistique. Pendant les périodes de grande exaltation de la campagne républicaine (1870-1878 et 1886-1889), des dizaines de journaux éphémères (pas plus de 4 pages chacun) apparaissent, dont la durée ne dépasse pas quelques mois.

### Journaux de l'Empire
Parmi les journaux de Rio de Janeiro de l'époque impériale, la Gazeta de Notícias et l'O Paiz étaient les plus importants, les plus grands à l'époque et ceux qui ont survécu le plus longtemps, jusqu'à l'ère Vargas. Les autres étaient Diario de Noticias, Correio do Povo, Cidade do Rio, Diario do Commercio, Tribuna Liberal, certains journaux datant d'avant 1889, mais avec une campagne républicaine très forte, comme A Republica, et les magazines de caricature et de satire : Revista Illustrada, O Mequetrefe, O Mosquito et O Bezouro. D'autres étaient Jornal do Commercio et la Gazeta da Tarde.
En 1831, année de l'abdication de Pierre Ier, Rio de Janeiro a vu naître 48 journaux différents, pour la plupart amateurs et à faible tirage, créés dans le but de propager les idéaux de petits groupes ou même d'une seule personne.

### Iconographie
Le caricaturiste, illustrateur et journaliste Ângelo Agostini compte parmi les plus grandes personnalités de la presse brésilienne. À une époque où la photographie était encore rare - et chère -, l'illustrateur avait le pouvoir indéniable de construire l'imagerie visuelle de la société. Ainsi, "l'empereur à tête de cajou" ou le premier ministre joufflu à l'air hautain sont ce que la population - et là, même les masses analphabètes entrent en jeu - va consommer et se laisser guider. Une iconographie symbolique de la politique s'est ainsi créée à la fin de l'Empire.
La Revista Illustrada était vraiment innovante. Les illustrations lithographiées visaient à la fois le perfectionnisme et l'expressivité. Le magazine était également innovant en raison de sa mise en page "interactive", avec des illustrations en tête de page, dans le cadre, etc. Il paraissait chaque semaine et était distribué dans tout le pays.
Pendant les 22 années ininterrompues de sa publication, la Revista Illustrada s'est ancrée dans la vie quotidienne nationale (cf. Werneck Sodré) et a inspiré une génération de revues satiriques. Bien qu'un peu plus anciennes, elles font partie du même millésime : O Mosquito, O Besouro (toutes deux de Bordalo Pinheiro, immigrant portugais et ami d'Agostini) et O Mequetrefe.

## Confiance dans la presse brésilienne
Les salles de rédaction se sont modernisées, délaissant les machines à écrire au profit des ordinateurs. En outre, les nouvelles technologies ont donné à l'information une nouvelle plate-forme : l'internet. Dès lors, on s'est demandé si les journaux imprimés allaient continuer à exister ou s'ils allaient progressivement disparaître. Toutefois, selon l'enquête brésilienne sur les médias de 2016, le média qui arrive en tête du classement de la confiance de la population est toujours le journal imprimé. Plus de la moitié des personnes interrogées dans le cadre de l'enquête qui ont déclaré lire des journaux (59 % de 4 665 personnes) font souvent ou toujours confiance aux informations diffusées par ce média. La radio arrive en deuxième position et la télévision en troisième sur l'échelle de la confiance. 57 % des personnes interrogées dans le cadre de l'enquête qui déclarent écouter la radio font toujours ou souvent confiance aux informations diffusées par ce média. De même, 54 % des personnes interrogées qui déclarent regarder la télévision font toujours ou souvent confiance aux informations qu'elles voient.
Les magazines arrivent en quatrième position, les sites web en cinquième, les réseaux sociaux en sixième et les blogs en dernier.
L'enquête montre ainsi que les sites web, les réseaux sociaux et les blogs ne se sont pas encore imposés comme une source d'information fiable, malgré la croissance de la consommation d'Internet dans le pays. Alors que plus de la moitié des Brésiliens qui lisent fréquemment les journaux (59 %) ont déclaré à l'enquête qu'ils faisaient toujours ou souvent confiance aux informations diffusées par ce média, seuls 20 % des internautes interrogés ont déclaré qu'ils faisaient toujours ou souvent confiance aux informations diffusées sur les sites web, 14 % sur les réseaux sociaux et seulement 11 % sur les blogs.

## Presse Noire
La presse Noire est apparue au XIXe siècle, lorsque quelques journaux ont été fondés à Rio de Janeiro, tous en 1833, dans le but précis de dénoncer le racisme et les inégalités sociales. Ils sont tous éphémères et ce n'est qu'à la fin du siècle que de nouveaux périodiques voient le jour. Au début du XXe siècle, on assiste à une explosion de magazines, pamphlets et journaux produits par et pour les Noirs, cherchant à récupérer leur dignité, leur identité, leur histoire et leur culture, soulignant le rôle des personnalités noires dans la société brésilienne, proposant la déconstruction de l'idéologie de la démocratie raciale, et visant à former une nouvelle conscience collective et un nouveau paradigme social. Depuis sa création, la presse Noire a été l'une des expressions les plus importantes et les plus combatives du mouvement Noir brésilien,,.
Malgré son importance pour une vaste population et son impact social, selon Isabel Cristina da Rosa, la presse Noire reste encore largement en marge des études générales sur l'histoire de la presse brésilienne et des théoriciens nationaux de la communication, et elle ajoute : « Il est impératif de réfléchir de manière critique à la façon dont cette suppression - à quelques rares exceptions et brèves citations telles que Bahia (1972), Melo (1972) et Werneck (1994) - s'est prêtée à la réitération du racisme et à la prévalence de la suprématie blanche dans la pensée et les études sur la communication, la presse et le journalisme au Brésil. Ou de l'épistémicide comme instrument de domination raciale, comme le dit la philosophe noire Sueli Carneiro (2005) ».